# Хэлянь
Хэлянь (кит. 赫連) — древнее хуннское племя, основавшее царство Ся (407—431).

## Происхождение
Хэлянь представляли собой одно из древних хуннских племён. В отношении хуннов существуют монгольская, тюркская, енисейская и другие версии происхождения. Первая по времени теория о происхождении хунну была теория монголизма. Первым сторонником монголизма хунну явился Я. И. Шмидт. Также монгольскую теорию поддержали Н. Я. Бичурин, А. С. Шабалов, А. Тьерри, К. Ф. Нейман, Х. Хоуорс, К. М. Бэр, К. Сиратори, Е. Г. Кин и другие. 
Тюркская теория происхождения хунну является на данный момент одной из самых популярных в мировом научном сообществе. В число сторонников тюркской теории происхождения хуннов входят Э. Паркер, Жан-Пьер Абель-Ремюза, Ю. Клапорт, Г. Рамстедт, Аннемари фон Габайн, О. Прицак и другие. Известный тюрколог С. Г. Кляшторный считал хунну преимущественно тюркоязычными племенами.
Хэлянь Бобо, основатель династии, был потомком Юаньхая, выходца из рода Лю, основавшего царство Северная Хань. Хэлянь Бобо, по Н. Я. Бичурину, был монгольским правителем, основавшим столицу Тхун-вань-чен.

## История

### Хэлянь Бобо

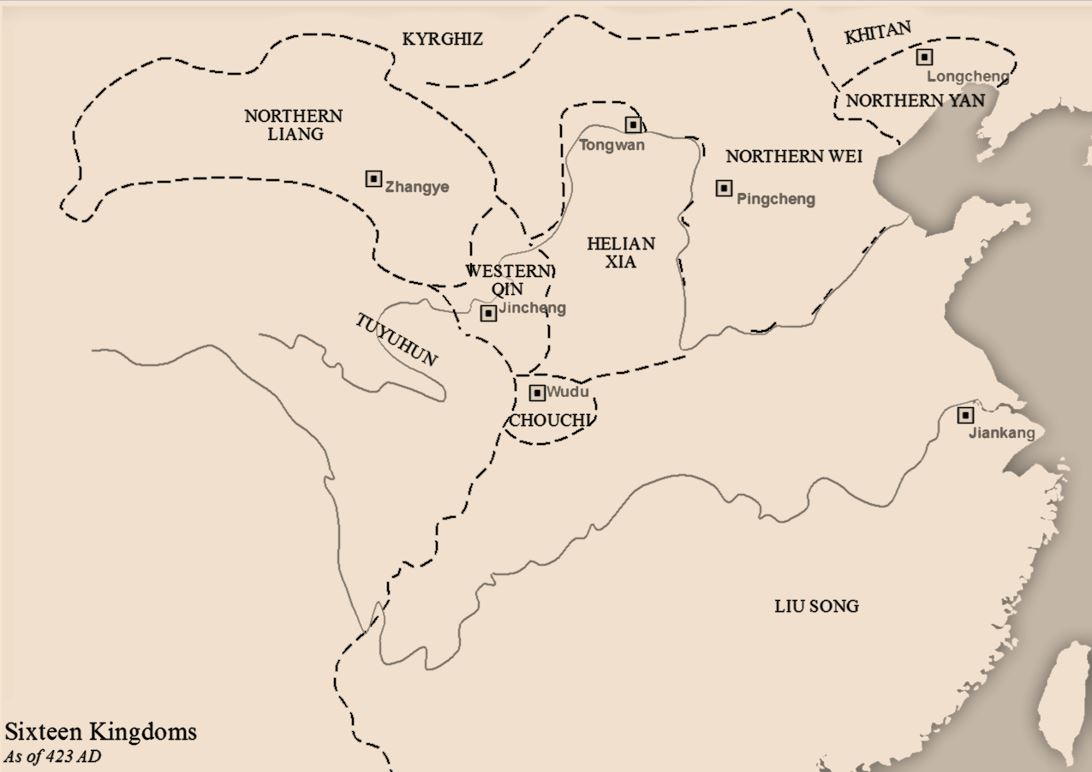
Царство Ся в 423 году

Основатель царства Ся, Хэлянь Бобо, по прозвицу Цюйцзе, был потомком сюннуского правого сянь-вана Цюйби и относился к роду Лю Юаньхая, основавшего Северную Хань. Прадед Хэлянь Бобо, Лю У, во времена Лю Цуна получил от него титул Лоуфань-гуна, звание военачальника — умиротворителя севера, должности надзирающего за военными делами сяньбийцев и начальника охранной стражи телохранителей из динлинов.
Дед Хэлянь Бобо, Баоцзы, получил от Ши Цзилуна, правителя Поздней Чжао, звание начальника — успокоителя севера и титулы левого сянь-вана и шаньюя динлинов. Отец Хэлянь Бобо, Лю Вэйчэнь, получил от Фу Цзяня, правителя Ранней Цинь, титул Западного шаньюя и стал управлять различными варварами, жившими к западу от Хуанхэ, обосновавшись в Дайлайчэне.
В 406 году Бобо присвоил себе титул Тянь-вана и великого шаньюя, установил эру правления Лун-шэн. Считая, что сюнну являются потомками правителей династии Ся, Бобо назвал государство Великое Ся. Царство Ся располагало прекрасной армией, состоявшей из кочевников Ордоса. Пока был жив Хэлянь Бобо, тобасцы не посягали на Ордос. Бобо умер в 425 году.

### Хэлянь Чан и Хэлянь Дин
В начале 426 года тобаская конница Северной Вэй перешла Хуанхэ по льду и обрушилась на Тунвань — ставку хуннского шаньюя. Хунны отбили набег, но тобасцы разграбили и выжгли весь район Тунвани и отошли, уведя 10 тыс. пленных. На следующий 427 год хунны собрались с силами и пошли в контрнаступление. Однако Хэлянь Чан потерпел поражение от Тоба Дао. В 428 году Хэлянь Чан попробовал возобновить наступление. Однако он был захвачен в плен одним из офицеров тобаского полководца Си Цзиня.
В дальнейшем командование хуннами принял способный полководец Хэлянь Дин, брат Хэлян Чана и сын Хэлянь Бобо, разбивший полководца Си Цзиня. Хэлянь Дин развил успех, вернул Чанъань и очистил от врагов всю долину реки Вэй. В 431 году Хэлянь Дин одержал победу над Цифу Мумо и захватил земли царства Западная Цинь. Однако в этом же году Хэлянь Дин вместе с остальными хуннами был захвачен в плен Мугуем, правителем царства Тогон, и выдан Тоба Дао. Остатки владений царства Ся перешли к империи Северная Вэй.